# Cylindrepomus ballerioi
Cylindrepomus ballerioi är en skalbaggsart som beskrevs av Francesco Vitali 2000. Cylindrepomus ballerioi ingår i släktet Cylindrepomus och familjen långhorningar. Inga underarter finns listade i Catalogue of Life.